# Velika Kladuša
Velika Kladuša (kyrilliska: Велика Кладуша) är en ort i kommunen Velika Kladuša i kantonen Una-Sana i nordvästra Bosnien och Hercegovina. Orten ligger vid gränsen till Kroatien, cirka 75 kilometer nordväst om Prijedor. Velika Kladuša hade 4 520 invånare vid folkräkningen år 2013.
Av invånarna i Velika Kladuša är 75,49 % bosniaker, 12,83 % bosnier, 3,61 % muslimer, 3,10 % kroater och 0,86 % serber (2013).
Mellan åren 1993 och 1995 var Velika Kladuša huvudstad i den autonoma regionen Västbosnien, vilken under sina sista dagar även utropade sig till en självständig republik, dock utan omvärldens erkännande.